# CNN+ (serviço de streaming)
CNN+ (pronunciado como CNN Plus) foi um serviço de streaming de vídeo lançado em 29 de março de 2022. Era uma ramificação da rede de notícias de televisão a cabo CNN. O novo serviço de streaming digital foi anunciado em 19 de julho de 2021, como “a evolução das notícias em vídeo e o início de uma nova era para a empresa” pela ex-controladora WarnerMedia. A nova controladora da CNN, Warner Bros. Discovery, descontinuou o serviço em 28 de abril de 2022, apenas 30 dias após o lançamento.
Após o encerramento da plataforma, programas originais selecionados da CNN+ foram escolhidos pela HBO Max e pela principal rede da CNN. Depois de ter sido removido do HBO Max antes do lançamento do CNN+, a biblioteca de programas factuais da CNN será adicionada ao Discovery+ no futuro.

## História

### Origens
Em 19 de julho de 2021, a CNN anunciou que ofereceria um novo serviço de streaming 24 horas por dia, com lançamento previsto para o primeiro trimestre de 2022. O plano era que o serviço oferecesse de oito a doze horas de programação ao vivo por dia, complementado por séries originais criadas apenas para o serviço e outras selecionadas dos arquivos da rede, bem como uma "comunidade interativa" que permitiria aos espectadores interagir com o talento no ar.

### Equipe
Em 16 de julho de 2021, a CNN anunciou que a ex-correspondente da NBC News, Kasie Hunt, havia se juntado à plataforma de streaming. Hunt foi uma das primeiras personalidades procuradas pelo serviço de streaming. The Source with Kasie Hunt foi anunciado como o título de seu noticiário.
Em 12 de dezembro de 2021, a rede anunciou que Scott Galloway, professor da Universidade de Nova York, ingressou na CNN+ como colaborador de sua programação original ao vivo. No mesmo dia, Chris Wallace anunciou que se juntaria à CNN+ depois de passar 18 anos na Fox News, além de servir como apresentador do Fox News Sunday.
Ao longo do mês de janeiro de 2022, vários âncoras de notícias da CNN, incluindo Kate Bolduan, Wolf Blitzer, Jake Tapper e Fareed Zakaria, e o ex-apresentador da NPR, Audie Cornish, se juntaram à CNN+ para apresentar programas de programação originais no serviço de streaming. Nesse mesmo mês, a CNN+ anunciou novas contratações de talentos, incluindo Rex Chapman e Alison Roman, que se juntaram ao serviço de streaming.

### Lançamento
A saída surpresa de Jeff Zucker, em fevereiro de 2022, interrompeu a visão de longo prazo da CNN+ antes de ser lançada. O serviço de streaming foi lançado dias antes da conclusão da fusão da Warner Bros. Discovery. Em resposta, David Zaslav, CEO da Discovery Inc. declarou: "Não recebi uma análise de negócios sobre o que a CNN+ será e como será oferecida".
O 11 de março de 2022, a CNN anunciou que o CNN+ seria lançado em 29 de março desse mesmo ano.
O CNN+ foi lançado em 29 de março de 2022. Os assinantes que ingressaram no primeiro mês pagaram US$ 2,99 por mês, cerca de 50% de desconto em relação ao preço normal, e sua tarifa promocional permanecerá válida pela duração de sua assinatura. Mais de 100.000 assinantes aderiram em sua primeira semana..  O serviço ficou disponível em dispositivos Roku a partir de 11 de abril.
Axios informou que a CNN gastou US$ 300 milhões para lançar o serviço de streaming.

## Recepção
O CNN+ lançado em meio a críticas mistas. Vulture, em sua revisão geralmente desfavorável, escreveu que "Embora seja muito cedo para chegar a qualquer julgamento definitivo, a CNN+ em sua fase de formação parece um pouco com o Quibi do streaming de notícias: muito dinheiro foi gasto, grandes estrelas estão a bordo, mas é difícil descobrir exatamente o que o serviço deveria ser e por que um grande número de pessoas vai querer pagar por ele." O revisor observou com desaprovação que a CNN+, apesar de sua taxa de assinatura independente, não inclui nenhum conteúdo da CNN ao vivo ou sob demanda. A Jornada de Notícias 'O crítico de mídia Verne Gay deu à CNN+ uma crítica de duas estrelas (de quatro), elogiando muitos de seus programas e a falta de interrupção comercial enquanto se perguntava sobre o mítico "unicórnio espectador que não tem tempo para comer ou dormir" com o tempo e atenção para assistir ao seu conteúdo. A PC Magazine deu à CNN+ uma classificação de 4,0 de 5, elogiando sua programação e sua falta de anúncios enquanto criticava sua falta de programação ao vivo da CNN (sem assinatura de cabo pago) e sua falta de downloads de conteúdo móvel. A revista conservadora National Review foi fortemente negativa sobre a CNN+ antes de seu lançamento, considerando-a um depósito de lixo para conteúdo que "não era bom o suficiente para ser veiculado na CNN".
Os executivos da CNN originalmente esperavam ter 2 milhões de assinantes no primeiro ano da CNN+ e de 15 a 18 milhões após quatro anos. A CNN originalmente estimou que investiria US$ 1 bilhão na CNN+ nos primeiros quatro anos, mas depois de um início lento, a Axios informou que “espera-se que centenas de milhões de dólares sejam cortados” desse investimento.
Em 12 de abril, duas semanas após seu lançamento, a CNBC informou que menos de 10.000 pessoas estavam usando o CNN+ diariamente. Com a fusão da Warner Bros. Discovery concluída quatro dias antes, a CNBC sugeriu que a programação da CNN+ pode ser disponibilizada como parte de um pacote maior com HBO Max e Discovery+, cada um com milhões de assinantes. A grande parte da programação original da CNN no HBO Max foi removida antes do lançamento da CNN+.
Em 19 de abril, a CNN+ já contava com cerca de 150.000 assinantes.

### Encerramento das operações
Em 21 de abril de 2022, a CNN anunciou que a CNN+ encerrará as operações em 30 de abril. Andrew Morse, que liderou as propriedades digitais da CNN, também deixará a empresa. Novo chefe da CNN, Chris Licht, bem como o chefe de streaming e entretenimento interativo da Warner Bros. Discovery, JB Perrette, descreveu o serviço como incompatível com o objetivo da empresa de formar um único serviço de streaming para cobrir todas as suas propriedades. Espera-se que a maior parte da programação original migre para o HBO Max ou para o canal linear de televisão a cabo CNN. Chris Licht afirmou que os funcionários do serviço "continuariam a ser pagos e receberiam benefícios pelos próximos 90 dias para explorar oportunidades na CNN, CNN Digital e em outros lugares da família Warner Bros. Discovery", e que os funcionários que saíssem da CNN+ receberiam pelo menos seis meses indenizações de acordo com o tempo de serviço. Todos os assinantes do CNN+ receberão um reembolso proporcional.
Após o encerramento do CNN+, foi anunciado que as séries documentais "Who's Talking to Chris Wallace?" e "Eva Longoria: Searching for Mexico", anunciadas para o serviço em dezembro de 2021, seriam escolhidas pelo canal principal da CNN, com o primeiro também estreando episódios na HBO Max. Em 4 de agosto de 2022, foi anunciado que um "hub" com séries e documentários originais da CNN seria adicionado ao Discovery+.
CNN+ foi o serviço mais curto da Warner Bros. Discovery/Turner Broadcasting, quebrando o recorde anterior estabelecido pelo Cable Music Channel, que durou 35 dias, entre 26 de outubro e 30 de novembro de 1984.

### Reações
O anúncio da CNN de que o serviço estava sendo encerrado levou a várias reações públicas notáveis.
A correspondente política da CNN, Kasie Hunt, escreveu:
"A notícia é que a notícia é a notícia, não importa como ou de onde vai ao ar ou de onde vem. Continuarei amanhã."
Scott Galloway, que havia sido contratado para apresentar uma série no serviço, comentou:
"Bem, isso foi rápido." 

O jornalista esportivo Jemele Hill twittou:
"Alguns de vocês vão tentar fazer piadas no meu despesas, mas vou ficar bem - isso se chama contrato, aprenda sobre isso." 

## Programação original

### Programação da semana ao vivo
- 7:00 AM ET: 5 coisas com Kate Bolduan
- 8:00 AM ET: Vá lá
- 9:00 AM ET: Foto Grande com Sara Sidner
- 11:00 AM ET: Fontes Confiáveis Diariamente
- 16:00 ET: A Fonte com Kasie Hunt
- 17:00 ET: The Global Brief com Bianca Nobilo (simulcast com CNN International; o único programa simulcast com uma rede CNN linear)
- 18:00 ET: Quem está falando com Chris Wallace? (segunda a quinta-feira)
- 19:30 ET: O noticiário com Wolf Blitzer

### Horário semanal
- Boss Files com Poppy Harlow (segundas-feiras)
- Anderson Cooper Full Circle (terças e sábados)
- Sem misericórdia, sem malícia com Scott Galloway (terças-feiras)
- Orientação Parental com Anderson Cooper (quartas-feiras)
- Clube do Livro de Jake Tapper (domingos)
- Rex Chapman (segundas-feiras)
- The Don Lemon Show (sextas-feiras) (abril de 2022)
- 20 perguntas com Audie Cornish (maio de 2022)
- Cari & Jemele: Fale. Fácil. (maio de 2022)

### Programação diária
- CNN + Special Report (cobertura de notícias de última hora)
- Clube de Entrevistas (assinantes da CNN+ fazem perguntas a especialistas em entrevistas ao vivo)

### Série original CNN+
- Land of the Giants: Titans of Tech (quintas-feiras)
- Os Murdochs: Império da Influência
- The Wonder List com Bill Weir (4ª temporada, estreia em 21 de abril)
- Flashpoints com Fareed Zakaria[12]
- Eva Longoria: Procurando o México[38]

### CNN+ FLASHDocs
Nova unidade documental explorando histórias atuais e atuais da cultura pop.
- Chicago x Jussie Smollett